# Janjanbureh Island
Janjanbureh Island (före 1995: MacCarthy Island) är en ö i Gambia. Den ligger i regionen Central River Division, i den östra delen av landet i Gambiafloden. På ön ligger staden Janjanbureh. Dessutom finns ängar, jordbruksmark och träskmark.
Enligt lokala legender kommer namnet från två bröder, Janjang och Bureh, som var öns första invånare. På europeiska kartor från 1600-talet hade ön namnet Lamaine. En plats på öns norra sida har fortfarande ett liknande namn. Ön tillhörde vid denna tid ett kungarike från flodens norra sida men den var redan en plats för slavhandeln. Året köptes ön av Richard Bradley för den brittsiska kronan. Personer som bosatte sig på ön för att grunda en liten koloni fångades av ursprungsbefolkningen och skickades bort på en flotte. Sedan ingick ön åter i kungariket. Under 1829 startades ett nytt försök av Storbritannien och denna gång hyrdes ön. Namnet MacCarthy Island syftar på Charles MacCarthy som motsatte sig slaveriet.